# Lautertal (Vogelsberg)
Lautertal (Vogelsberg) è un comune tedesco di 2 274 abitanti situato nel land dell'Assia.
Le sue tre frazioni di Engelrod, Hörgenau e Hopfmannsfeld sono attraversate dalla Lauter, un affluente del fiume Schlitz.